# Działki (powiat żyrardowski)

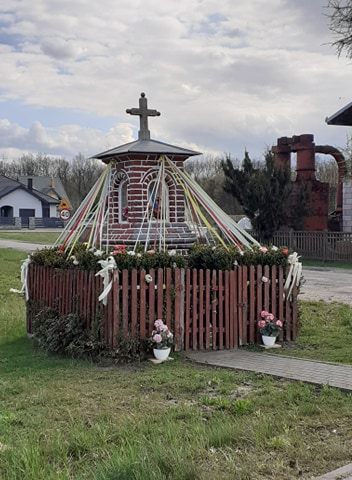
Kapliczka w centrum wsi

Działki – wieś w Polsce, położona w województwie mazowieckim, w powiecie żyrardowskim, w gminie Wiskitki. Ma status sołectwa.
W latach 1975–1998 miejscowość administracyjnie należała do województwa skierniewickiego.

## Położenie geograficzne
Działki położone są na Równinie Łowicko-Błońskiej, na lewym brzegu Pisi Gągoliny - w środkowym jej biegu. Wieś leży w sąsiedztwie lasów Bolimowskiego Parku Krajobrazowego.

## Historia
Od roku 1924 Działki zaczęły się pojawiać na mapach. Dziesięć lat później we wsi znajdowało się 35 domostw. W czasie II wojny światowej w Działkach powstała pierwsza konspiracyjna drużyna harcerska dziewcząt "Młody Las", która następnie weszła w skład Szarych Szeregów. W tym czasie we wsi działał warsztat rusznikarski, w którym naprawiano zdobytą broń. W 1963 roku powstała jednostka OSP Działki.

## OSP Działki
Jednostka powstała w marcu 1963 roku. W latach 1965–69 strażacy z Działek społecznie postawili garaże oraz budynek gospodarczy. W drugiej połowie lat 80. odnosiła sukcesy Młodzieżowa Drużyna Pożarnicza. W roku 1999 rozpoczęto budowę strażnicy, którą oddano do użytku w 2010 roku. Jednostka dysponuje samochodem pożarniczym GBA Star 244.